# Onasander
Onasandros (griechisch Ὀνάσανδρος Onásandros, latinisiert und deutsch Onasander) war ein griechischer  Militärschriftsteller. Er lebte im 1. Jahrhundert.
Sein Strategikos (Στρατηγικός, deutsch Der in Feldherrndingen Erfahrene) ist ein kriegsgeschichtliches Werk mit einer Darstellung der Aufgaben eines Feldherrn, der Befähigung dazu und allgemeinen militärischen Regeln. Er widmete es dem Konsul des Jahres 49 n. Chr., Quintus Veranius, der später Legat in Britannien war und dort im Jahr 58 starb. Bei der Abfassung dieses Werkes stützte er sich unter anderem auf die Schriften des Aineias Taktikos.
Onasanders Werk umfasst einige der wichtigsten Abhandlungen über das antike Militärwesen und gestattet Einblicke in andere Werke über griechische Taktik, die nicht mehr verfügbar sind. Hervorzuheben sind dabei vor allem die durch ihn überlieferten Informationen zum Gebrauch der leichten Infanterie während der Schlacht.
Seine Bedeutung liegt vor allem darin, dass sein Strategikos die wichtigste Quelle für das Strategikon des Maurikios, die Leoninischen militärischen Institute von Leo VI. und die militärischen Schriften des Marschalls von Sachsen darstellte. Sowohl Onasanders Werk wie die von ihm beeinflussten Schriften zählen zu den Klassikern der Kriegskunstliteratur.
Onasander soll auch Philosoph gewesen sein und einen Kommentar zu Platons Dialog Politeia verfasst haben. Diese Nachricht beruht aber wahrscheinlich auf einer irrigen Gleichsetzung des Militärschriftstellers mit einem gleichnamigen Platon-Kommentator.